# Fiorella Farinelli
Fiorella Farinelli (Monterosso al Mare, 8 luglio 1943) è una sindacalista, politica e saggista italiana, esperta di formazione e didattica.

## Biografia

### Formazione
Studentessa all'Università di Pisa e alla Normale di Pisa,  Farinelli inizia a fare politica nel Movimento Studentesco e, successivamente nel Potere Operaio pisano. Qui conosce Adriano Sofri e Giorgio Pietrostefani, che sposerà e da cui avrà una figlia.
Laureatasi in filosofia, è assunta come insegnante precaria nella scuola media.

### La manifestazione alla Bussola del capodanno 1968
Il 31 dicembre 1968 il Movimento studentesco e Potere operaio di Pisa organizzano una manifestazione di protesta davanti alla Bussola di Focette (Pietrasanta), dove si svolge un miliardario veglione di capodanno in cui dovranno esibirsi Fred Bongusto e la cantante inglese Shirley Bassey, con al seguito la sua orchestra. Farinelli è ammalata ma intenzionata a partecipare ugualmente. I centosessanta manifestanti lanciano frutta e ortaggi contro il locale e i suoi clienti. Intervengono i carabinieri che caricano i contestatori ed esplodono alcuni colpi d'arma da fuoco. Lo studente Soriano Ceccanti, di 17 anni, viene colpito alla schiena e resterà paralizzato per il resto della vita; tra i contestatori vi sono altri due feriti. Farinelli è arrestata insieme ad altri quaranta dimostranti circa ed è incriminata per resistenza aggravata, lesioni persistenti a pubblici ufficiali e danneggiamenti. In carcere, le sue condizioni fisiche peggiorano ma, dopo quattro mesi può beneficiare della libertà provvisoria.

### Attività sindacale e politica
Nell'autunno del 1969, insieme a Sofri e Pietrostefani, Farinelli fonda Lotta Continua, sorta da varie componenti tra le quali aderenti a Potere Operaio; nel 1976, il movimento si scioglie. Trasferitasi a Milano,  inizia l'attività di sindacalista del comparto scuola ed educazione della CGIL. In seguito, riveste l'incarico di Segretario confederale nazionale del settore scuola e pari opportunità.
Lasciato il sindacato all'inizio degli anni novanta, aderisce al movimento Alleanza Democratica di Ferdinando Adornato e viene nominata assessore alle politiche delle Risorse Umane (1994-95) e alle Politiche scolastiche e formative (1995-2001)  del Comune di Roma nelle due giunte guidate da Francesco Rutelli. In tale esperienza amministrativa si avvale della collaborazione di Luca Bergamo, futuro vice sindaco di Virginia Raggi, prima come consulente ai processi di informatizzazione della pubblica amministrazione (1994-1995) e poi per la creazione e l'organizzazione del festival culturale Enzimi (1995-1999). Tra le sue realizzazioni:
l'introduzione dell'orario continuato negli uffici comunali e una maggiore integrazione scolastica e multiculturale; promuove, inoltre, la costituzione di Roma Multiservizi, con lo scopo di garantire la massima efficacia nei servizi di igiene e piccola manutenzione nelle scuole comunali, materne e elementari, assorbendo 537 lavoratori socialmente utili già operanti nel settore. 
Segue, poi, il percorso politico di Francesco Rutelli in Democrazia è Libertà - La Margherita, dove riveste l'incarico di responsabile del settore scuola, per poi militare nel Partito Democratico. 
Tra il 2006 e il 2008, dopo aver lasciato la politica attiva, è nominata direttore generale per gli studi e la programmazione e i sistemi informativi del Ministero della pubblica istruzione dal ministro Giuseppe Fioroni. È poi presidente del Comitato Scientifico della Scuola superiore della Pubblica Amministrazione Locale. Attualmente (2017), fa parte del consiglio di amministrazione di Biblioteche di Roma.